# Canton de Montoir-de-Bretagne
Le canton de Montoir-de-Bretagne est une ancienne circonscription électorale française, située dans le département de la Loire-Atlantique (région Pays de la Loire).

## Histoire
Canton créé en 1973.

## Administration
| Période | Période | Identité            | Étiquette | Qualité                                                                                                   |
| ------- | ------- | ------------------- | --------- | --- |
| 1973    | 1982    | Jean-Louis Le Corre | PCF       | Ajusteur ; secrétaire du syndicat CGT Sud-Aviation Saint-Nazaire (1964-1971) Maire de Trignac (1977-2008) |
| 1982    | 1994    | Yannick Vaugrenard  | PS        | Cadre bancaire Adjoint au maire de Trignac (1977-1989) Conseiller régional                                |
| 1994    | 2008    | Jean-Louis Le Corre | PCF       | Maire de Trignac                                                                                          |
| 2008    | 2015    | Roger David         | PCF       | Retraité de la métallurgie Maire de Saint-Malo-de-Guersac (1995-2008)                                     |

À la fin de ses mandats en 2008, Jean-Louis Le Corre était le doyen de l'assemblée départementale. Il était également le seul élu du PCF au conseil général de la Loire-Atlantique.

## Composition
Les données présentées sont issues des études de l'Insee.
| Nom                             | Code Insee | Intercommunalité                             | Superficie (km2) | Population (dernière pop. légale) | Densité (hab./km2) |
| ------------------------------- | ---------- | -------------------------------------------- | ---------------- | --------------------------------- | ------------------ |
| Montoir-de-Bretagne (chef-lieu) | 44103      | CA de la Région Nazairienne et de l'Estuaire | 36,79            | 7 037 (2014)                      | 191                |
| Donges                          | 44052      | CA de la Région Nazairienne et de l'Estuaire | 48,50            | 7 547 (2014)                      | 156                |
| Saint-Malo-de-Guersac           | 44176      | CA de la Région Nazairienne et de l'Estuaire | 14,62            | 3 196 (2014)                      | 219                |
| Trignac                         | 44210      | CA de la Région Nazairienne et de l'Estuaire | 14,38            | 7 442 (2014)                      | 518                |

## Démographie
| 1793  | 1800  | 1876  | 1962   | 1968   | 1975   |
| ----- | ----- | ----- | ------ | ------ | ------ |
| 5 231 | 5 203 | 7 492 | 20 045 | 20 952 | 21 346 |

| 1982   | 1990   | 1999   | 2006   | 2007   | 2008   |
| ------ | ------ | ------ | ------ | ------ | ------ |
| 22 964 | 23 276 | 22 443 | 22 990 | 23 072 | 23 379 |

| 2009   | 2010   | 2011   | 2012   | 2013   | 2014   |
| ------ | ------ | ------ | ------ | ------ | ------ |
| 23 644 | 24 017 | 24 027 | 24 410 | 24 890 | 25 222 |